# Александер Баумйоганн
Александр Баумйоганн (нім. Alexander Baumjohann, нар. 23 січня 1987, Вальтроп) — німецький футболіст, що грав на позиції півзахисника. Виступав за низку німецьких і закордонних клубів. Володар Кубка Німеччини та Суперкубка Німеччини. Чемпіон Австралії.

## Ігрова кар'єра
У професійному футболі Александр Баумйоганн дебютував 2005 року виступами за команду «Шальке 04», в якій грав до 2007 року, проте не став гравцем основного складу команди, і зіграв у її складі лише 2 матчі чемпіонату.
У 2007 році Баумйоганн став гравцем клубу «Боруссія» (Менхенгладбах), де частіше став грати в основному складі команди, та до 2009 року зіграв 32 матчі в чемпіонаті країни. У 2009 році футболіст перейшов до складу команди «Баварія», проте в цьому клубі гравцем основного складу не став, і в 2010 році знову став гравцем клубу «Шальке 04». Цього разу в гельзенкірхенському клубі Баумйоганн став гравцем основного складу, та став у складі команди володарем Кубка Німеччини та Суперкубка Німеччини. У 2012—2013 роках футболіст грав у складі клубу «Кайзерслаутерн».
У 2013 році Александер Баумйоганн став гравцем берлінської «Герти», у складі якої грав до 2017 року, після чого керівництво клубу віддало футболіста в оренду до бразильського клубу «Корітіба». У 2017—2018 роках Баумйоганн грав у іншому бразильському клубі «Віторія» (Салвадор). Протягом 2018—2019 років німецький півзахисник грав за австралійський клуб «Вестерн Сідней Вондерерз».
У 2019 році Баумйоганн став гравцем іншого австралійського клубу «Сідней», у складі якого в 2020 році став чемпіоном Австралії. У складі сіднейського клубу футболіст грав до 2021 року, після чого завершив виступи на футбольних полях.

## Титули і досягнення
- Володар Кубка Німеччини (1):

«Шальке 04»: 2010–2011
- Володар Суперкубка Німеччини (1):

«Шальке 04»: 2011
- Чемпіон Австралії (1):

«Сідней»: 2019—2020